# مهرجان كان السينمائي 1994
مهرجان كان السينمائي 1994 هو الدورة السابعة والأربعين من مهرجان كان السينمائي عقد في 12 إلى 23 مايو من عام 1994، وحصل فيلم «خيال رخيص» للمخرج الأمريكي كوينتن تارانتينو على السعفة الذهبية.
افتتح المهرجان مع وكيل هادساكر من إخراج جويل كوين واختتم مع سيريل مام من إخراج جون ووترز. كانت جين مورو سيدة الاحتفالات.